# Piñerismo

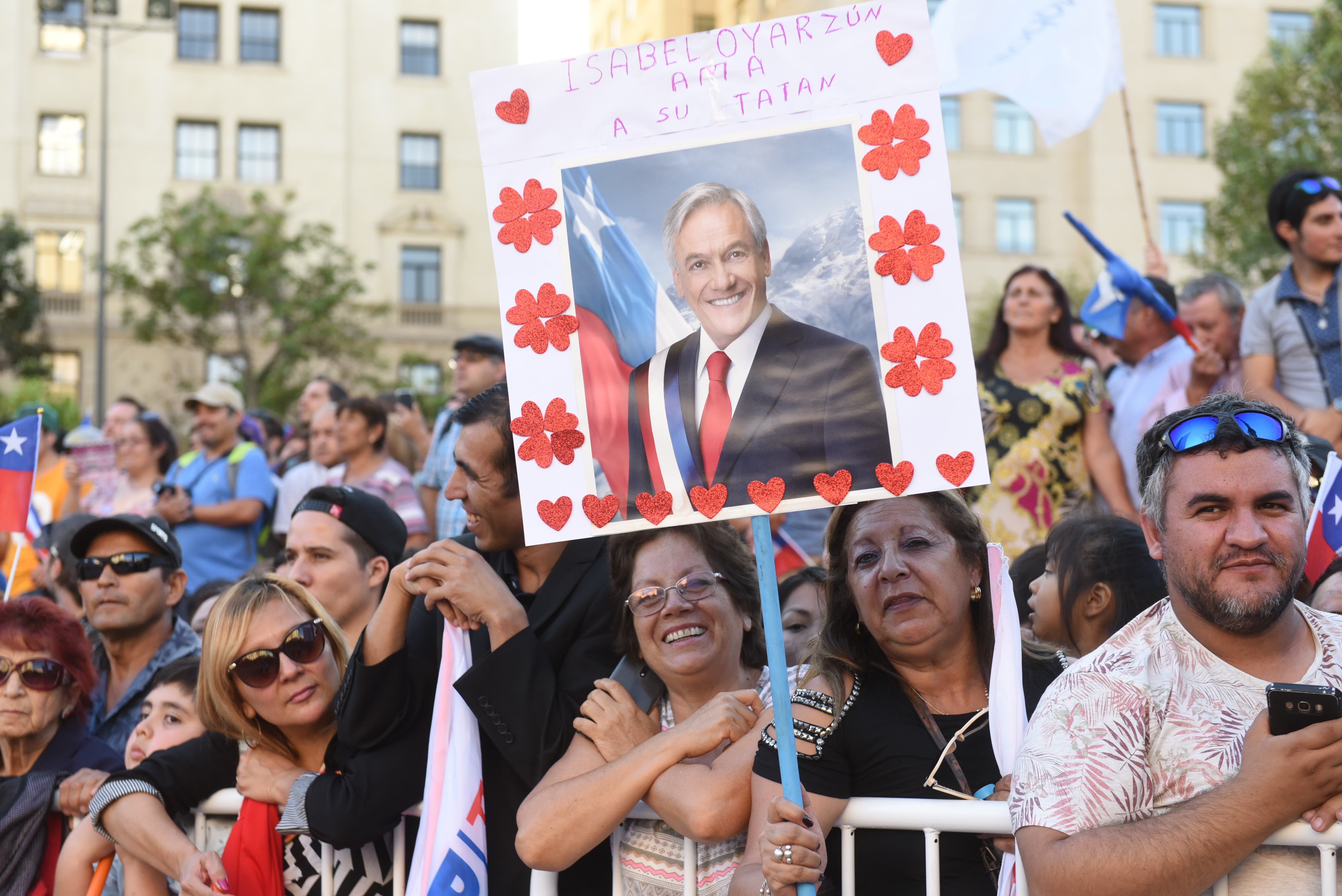
Partidarios de Piñera durante su segunda inauguración presidencial en marzo de 2018

El piñerismo es una corriente política chilena personalista, centrada en la figura de Sebastián Piñera, quien fue presidente de Chile por dos períodos, entre 2010-2014 y 2018-2022. Se encuentra orientado al capitalismo, el liberalismo conservador, el neoliberalismo, el libremercado y la tecnocracia, posicionándose entre la centroderecha y la derecha del espectro político. Luego del fallecimiento de Piñera el 6 de febrero de 2024, el piñerismo pasó a preservar de manera póstuma el pensamiento y legado de su líder.

## Ideología
La ideología del piñerismo es concebida con base en las políticas realizadas durante su administración, tanto de su primer y segundo gobierno. Entre los piñeristas existen diferencias de opinión y percepciones que creen que hubo diferencias en distintos aspectos entre ambas administraciones, con una baja histórica en las encuestas de opinión realizadas al término de su segundo mandato, la cual incluyó a facciones de su propio sector político.

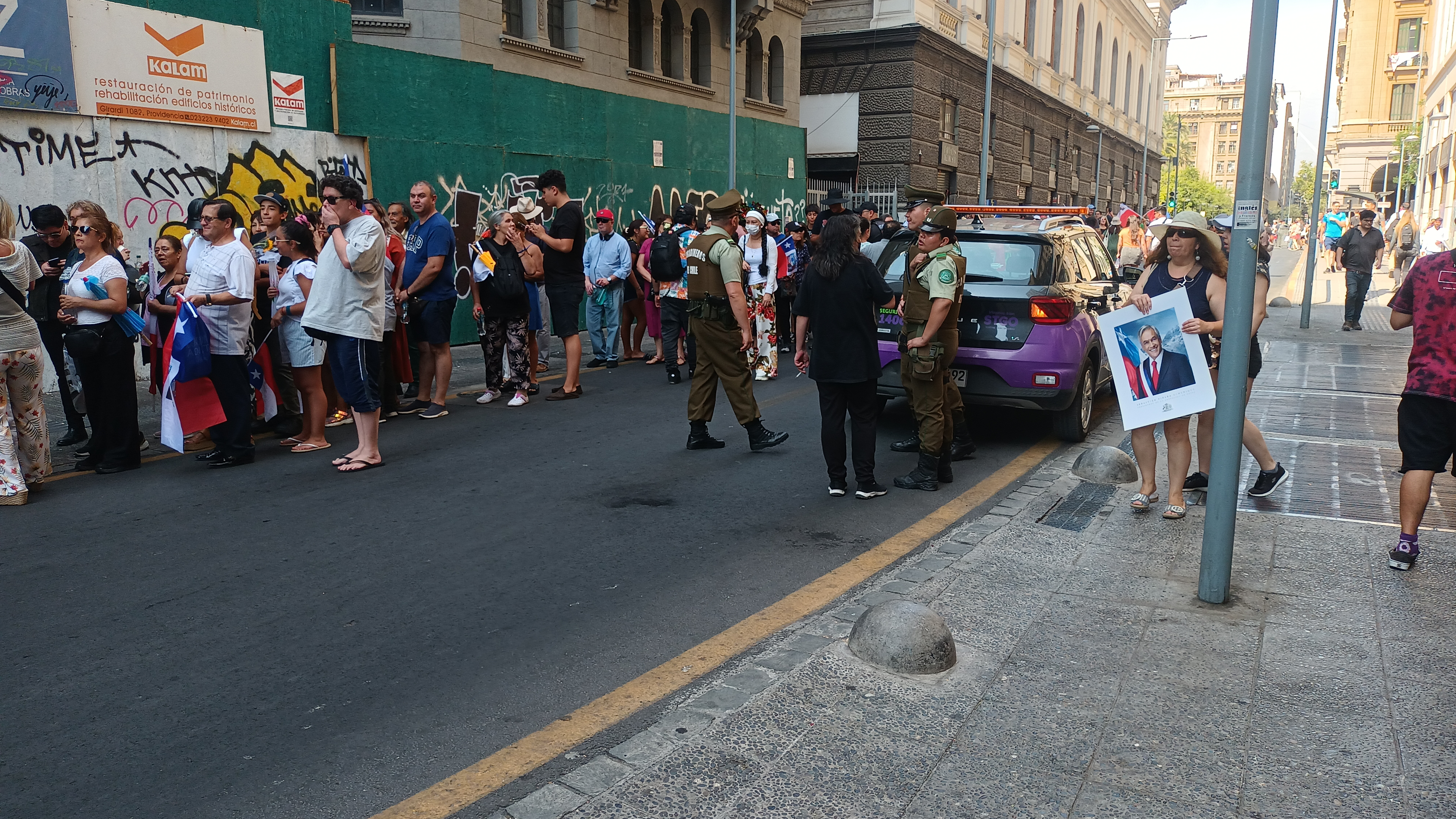
Adherentes piñeristas haciendo fila para ver el féretro durante el velorio de Sebastián Piñera en febrero de 2024

Los temas que destacan y valoran como parte del legado de Piñera se encuentran, dentro de su primer gobierno, el manejo de la reconstrucción tras el terremoto y tsunami de 2010, el rescate de la mina San José, la creación del ingreso ético familiar y la Ley de posnatal de seis meses; mientras que de su segundo gobierno resaltan como obras a la gestión durante la pandemia de COVID-19 en Chile, los Liceos Bicentenario, las salidas democráticas del estallido social y la Pensión Garantizada Universal (PGU). Del mismo modo, los sectores liberales en lo social destacan la gestión de Piñera en favor de la diversidad sexual chilena, con el envío al Congreso Nacional, promulgación y no veto de leyes relacionadas con esta minoría, de acuerdo a las características y atribuciones del procedimiento legislativo en Chile.
Distanciándose del proceder fuertemente tecnocrático de su primer gobierno, fue durante su segundo mandato cuando Piñera puso énfasis en dejar un legado político para el país y para América Latina desde el poder ejecutivo. Esto se vio reflejado en la dura oposición que realizó contra el gobierno de Nicolás Maduro en Venezuela, además de la creación del Foro para el Progreso de América del Sur (Prosur), del cual fue su primer presidente.

## Vinculaciones

### Vínculos con partidos políticos

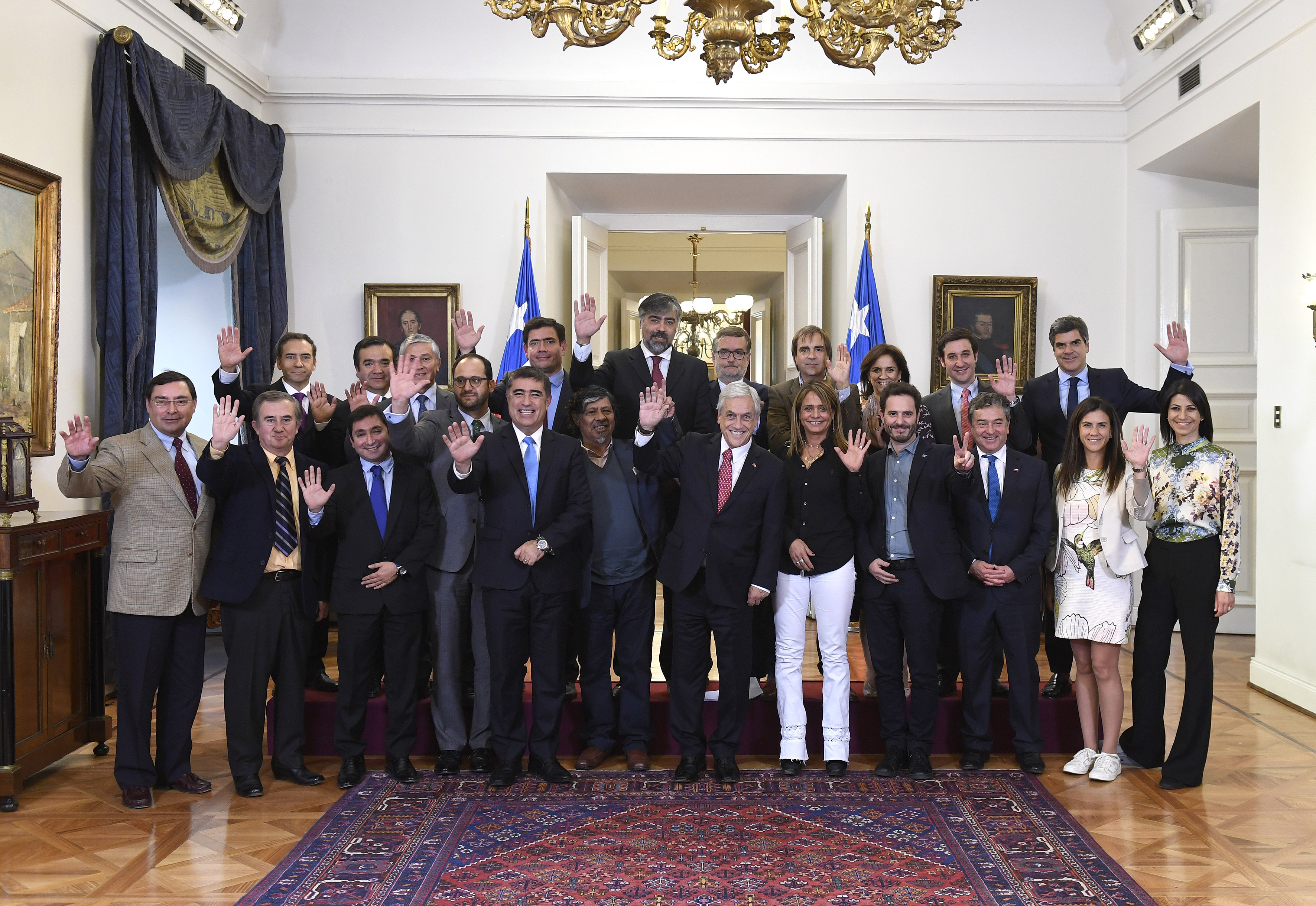
El presidente Sebastián Piñera recibe en el Palacio de La Moneda a las directivas de partidos y movimientos que conforman Chile Vamos (mayo de 2018)

El pensamiento piñerista es una de las líneas personalistas que rigen los principios de Renovación Nacional (RN), junto con los seguidores de Carlos Larraín —denominados larrainistas— y los de Sergio Onofre Jarpa, las dos últimas con una tendencia más tradicionalista y conservadora que la primera, generando disputas internas entre los militantes y simpatizantes de la colectividad.
Al interior de la Unión Demócrata Independiente (UDI), el piñerismo encuentra un asidero en ciertas facciones moderadas que tienden al centro y a crear consensos dentro de las coaliciones políticas que formaron o forman parte, como la Alianza por Chile, la Coalición por el Cambio y Chile Vamos, especialmente influenciados por los militantes que fueron ministros de Estado, subsecretarios u otros funcionarios de alto rango designados durante las administraciones de Piñera. En febrero de 2024 y tras el fallecimiento de Piñera, la bancada de diputados UDI le solicitó a Andrés Chadwick, exministro y primo hermano del líder difunto, que desempeñe un "rol articulador" dentro de su sector, en especial hacia el piñerismo, para que ayude a suplir el vacío de liderazgo que dejó el exmandatario con su muerte. Bajo esa misma premisa, dentro de Evolución Política (Evópoli) se encontraron apoyos al piñerismo en personeros del partido que tuvieron participación en los gobiernos de Piñera, como Gonzalo Blumel y Gloria Hutt.
El piñerismo también fue respaldado en ChilePrimero, siendo Jorge Schaulsohn uno de sus principales impulsores dentro de dicha colectividad y por Vlado Mirosevic.

### Vínculos con el pinochetismo

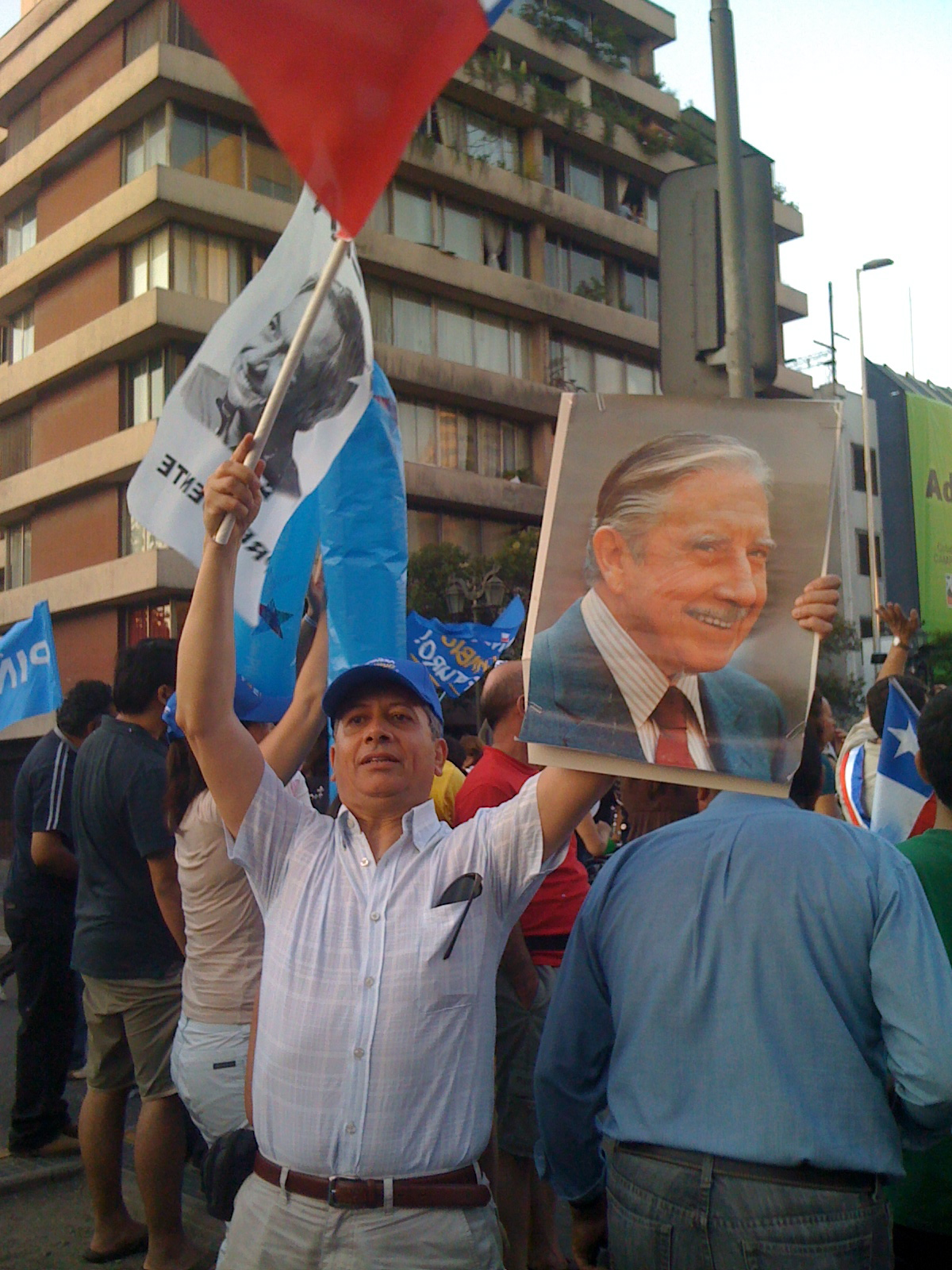
Pinochetista celebrando triunfo de Piñera en las elecciones presidenciales de 2009-2010

Pese a que muchos de sus adherentes han manifestado algún grado de simpatía por la dictadura militar chilena dirigida por Augusto Pinochet, el piñerismo difiere del pinochetismo por la ausencia de un caudillismo militarista con una postura autoritaria, además de una visión liberal respecto a los aspectos sociales a diferencia del conservadurismo que caracterizó a gran parte de los partidarios y simpatizantes de la Junta Militar que gobernó al país entre 1973 y 1990. Los puntos de convergencia entre ambas ideologías personalistas se centran en los aspectos económicos por sobre los sociales y valóricos. Sumado a lo anterior, la asistencia de Piñera durante el Caupolicanazo en 1980 respaldando a la oposición, para luego reafirmar dicha posición durante el plebiscito de 1988 por la opción "No" en favor de la democracia, marca distancias con el círculo pinochetista más acérrimo.